# Гіфгорн
Ґіфхорн (нім. Gifhorn) — місто в Німеччині, розташоване в землі Нижня Саксонія. Районний центр однойменного району.
Площа — 104,86 км2. Населення становить 42 993 ос. (станом на 31 грудня 2021).